# Mark Feehily
Markus Michael Patrick Feehily, detto Mark (Sligo, 28 maggio 1980), è un cantante irlandese, conosciuto come membro del gruppo pop Westlife.

## Carriera
Nel 1997 è diventato membro della boy band Westlife, che ha avuto successo in tutta Europa e non solo.
Il gruppo si è sciolto nel 2012, per poi riunirsi successivamente nel 2018.

## Discografia
Album
2015 - Fire
2017 - Christmas
Singoli
2015 - Love Is A Drug
2015 - Butterfly
2016 - Sanctuary